# Perverso
" Perverso" (también lanzada bajo el título "Xverso ") es una canción escrita por el cantante pop italiano Tiziano Ferro. Fue lanzado como el primer sencillo de su segundo álbum 111 (2003) y logró un gran éxito en Italia y Suiza.

## Antecedentes
En Italia, "Perverso" debutó en el número cinco en el Italian Singles Chart el 9 de octubre de 2003. La semana siguiente, el sencillo cayó al número 8, y al número 9 en su tercera semana. Sin embargo, la canción subió al número 8 en su cuarta semana, y nuevamente al número 6 en su quinta. La canción permaneció doce semanas en las listas y cinco de esas semanas dentro del top 10. "Perverso" se convirtió en el primer y único sencillo de Ferro de la era 111 en aparecer oficialmente en las listas de Italia.
La canción debutó en el número 17 en el Swiss Singles Chart y permaneció allí durante once semanas.
"Perverso" también llegó al puesto 48 en Alemania y al puesto 39 en Bélgica.

## Listado de canciones
- Descarga digital[1]

1. "Perverso" – 3:41

- CD sencillo (italiano)[2]

1. "Perverso" — 3:41
2. "Un Pour Toi Un Pour Moi" - 3:41

- CD Single (alemán)

1. "Perverso" — 3:41
2. "Perverso" (Versión en español) — 3:41
3. "Un Pour Toi Un Pour Moi" - 3:41

## Listas
| Lista (2003)                                                 | Mejor posición |
| ------------------------------------------------------------ | -------------- |
| Bélgica (Ultratop 50 Valonia)                                | 39             |
| Alemania (Gráficos de control de los medios de comunicación) | 48             |
| Italia (FIMI)                                                | 5              |
| España (PROMUSICAE)                                          | 5              |
| Suiza (Schweizer Hitparade)                                  | 17             |

## Historial de lanzamiento
| País     | Fecha                    | Formato         | Etiqueta   |
| -------- | ------------------------ | --------------- | ---------- |
| Italia   | 12 de septiembre de 2003 | CD Sencillo     | Música EMI |
| Alemania | 20 de octubre de 2003    | CD Sencillo     | Música EMI |
| Italia   | 20 de enero de 2004      | Vinilo sencillo | Música EMI |